# Juliet Daalder
Juliet Daalder (Amsterdam, 1995) is een Nederlandse actrice.

## Levensloop
Daalder volgde in 2015 een vooropleiding aan de Royal Central School of Speech and Drama in Londen. Het jaar erop werd zij op diezelfde school toegelaten tot de opleiding BA (Hons) Acting.
In Engeland speelde ze in 2019 op toneel de rol van Carol Green in Anatomy of a Suicide van regisseur Irina Brown.
In 2018 vertolkte Daalder de rol van Anna in Old Times en speelde ze de rol van Ouisa Kittredge in Six Degrees of Separation, van welke beide stukken Geoffrey Colman de regisseur was. De rol van Prince Edward/Murderer zette ze neer in Richard III van regisseur Dugald Bruce-Lockhart en ze speelde Helen of Troy in het toneelstuk The Oresteia van regisseur Claudette Williams en Valeria in The Rover van Caroline Eves.
In 2017 speelde Daalder de rol van Stella in A Streetcar Named Desire van Tennessee Williams, en in An Ideal Husband van Oscar Wilde speelde ze Lady Chiltern, beide keren onder regie van Peter McAllister. De rol van Elma speelde ze in datzelfde jaar in Bus Stop van regisseur Eric Loren en Nerissa/Solanio in Merchant of Venice van regisseur Nick Moseley.
In Nederland kreeg Daalder de belangrijke rol van Halima in de speelfilm Razend uit 2011 van Dave Schram naar het gelijknamige boek van Carry Slee.
In het vierde seizoen van de KRO-serie VRijland speelde Daalder de rol van Bellefleur de Zeeuw, een van de kinderhoofdrollen.
In 2014 vertolkte ze de rol van Julia van Looy in de misdaadserie Noord Zuid. De serie gaat over de Amsterdamse rechercheur Dana, gespeeld door Ariane Schluter, die haar achtergrond als psychologe inzet bij het oplossen van misdaden. In datzelfde jaar speelde ze ook in Verborgen Verhalen van de Evangelische Omroep de rol van Megan, van regisseur Harald van Eck.
In 2016 speelde Daalder de rol van Hanna Speijer in de korte film Run Free van regisseur Raynor Arkenbout.